# Lyon Renaissance. Arts et humanisme
Lyon Renaissance. Arts et humanisme est une exposition qui s'est déroulée du 23 octobre 2015 au 25 janvier 2016 au musée des Beaux-Arts de Lyon.
L'exposition a pour thème l'essor artistique Lyonnais à la renaissance, sous toutes ses formes: majolique, estampe, enluminure, peinture, orfèvrerie, mobilier, vitrail, médaille ou reliure.

## Contexte de l'époque présentée et de l'exposition

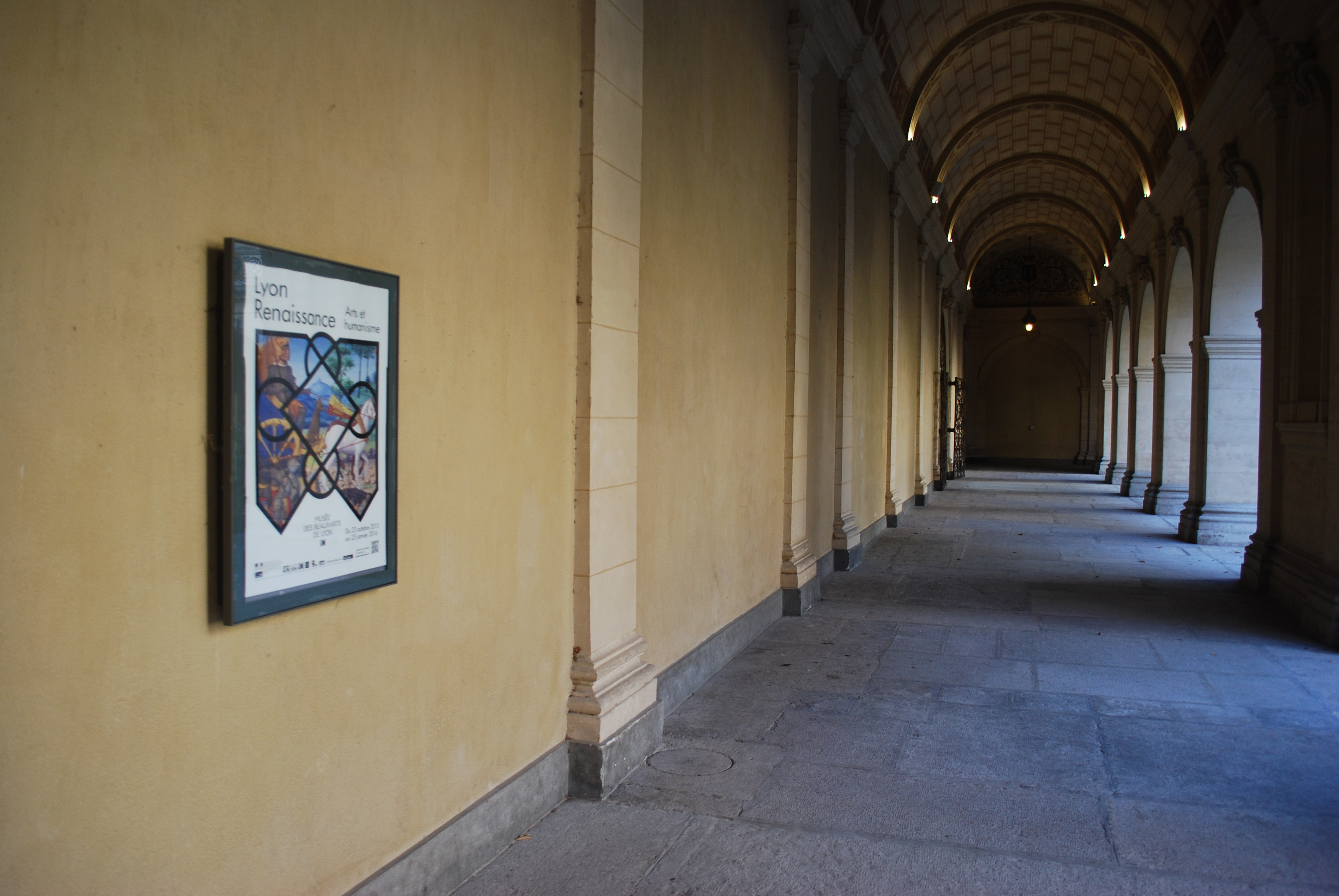
Panneau de l'exposition dans le cloitre.

Grâce à sa position géographique, au cœur de l'Europe, à la croisée de deux cours d'eau navigables, et grâce à son expertise dans l'imprimerie, Lyon devient un point de convergence sur les plans marchands, artistiques et scientifiques. L'exposition retrace à travers différents objets, la manière dont cet essor artistique se cristallise à Lyon au début du XVIe siècle. Lyon absorbe diverses influences artistiques européennes et devient à son tour un vecteur de diffusion de modèles artistiques .

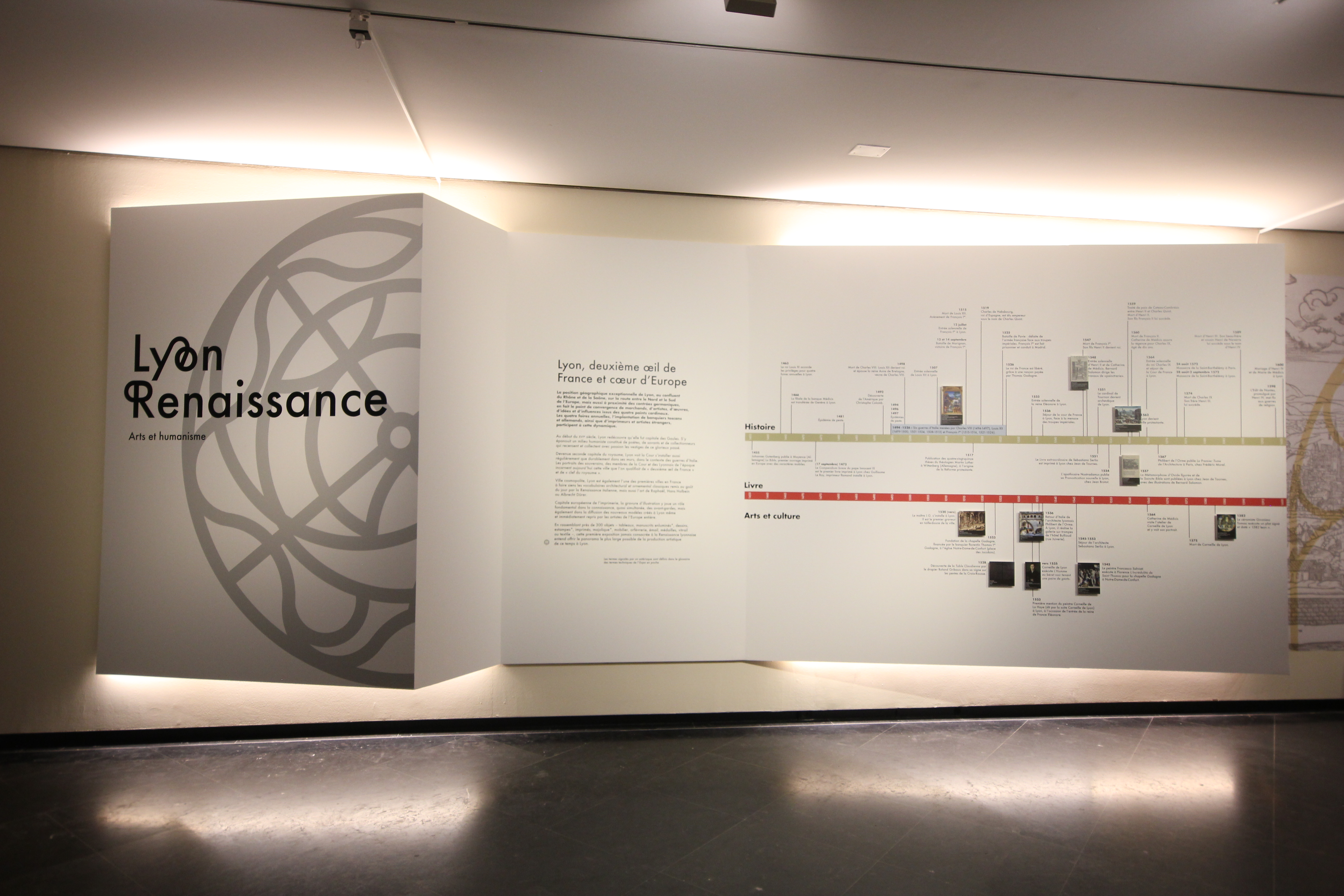
Première salle de l'exposition Lyon Renaissance. Arts et humanisme.

L'exposition incite à revoir l'idée selon laquelle la Renaissance s'est essentiellement forgée, en France, entre la Loire et Paris,. Selon l'historien Jacques Rossiaud, Lyon « devient, en quelque sorte, le Google du XVIe siècle. Les modèles y arrivent et en repartent avec une extraordinaire facilité. On peut connaître, presque immédiatement, tout ce qui se publie dans tout l'Occident  ». Le rôle mineur accordé jusqu'à présent à Lyon dans l'histoire de la Renaissance s'expliquerait par la destruction de nombreuses œuvres lyonnaises vers les années 1560  et à différentes époques . Une approche différente dans la méthodologie de recherche et de récentes découvertes ont permis d'organiser une exposition complète sur les arts à Lyon au XVIe siècle. En utilisant des recherches sur le contexte économique, la démographie, l'urbanisme et les réseaux de sociabilité ont permis de monter cette exposition inédite, sans équivalent depuis l'évocation du sujet lors d'une exposition en 1958.

## Artistes présentés

### Lyon, «deuxième œil de France» et «cœur d'Europe»
Lyon laisse cohabiter les cultes, jusqu'en 1562, et accueille de nombreux banquiers et marchands venus d'Europe. La ville se forge une image de capitale de l'imprimerie, des graveurs comme Georges Reverdy, Maître CC ou Pierre Eskrich y produisent de nombreuses œuvres et des liens forts se nouent entre les mondes marchands, culturels, artistiques et scientifiques.

### L'humanisme à Lyon

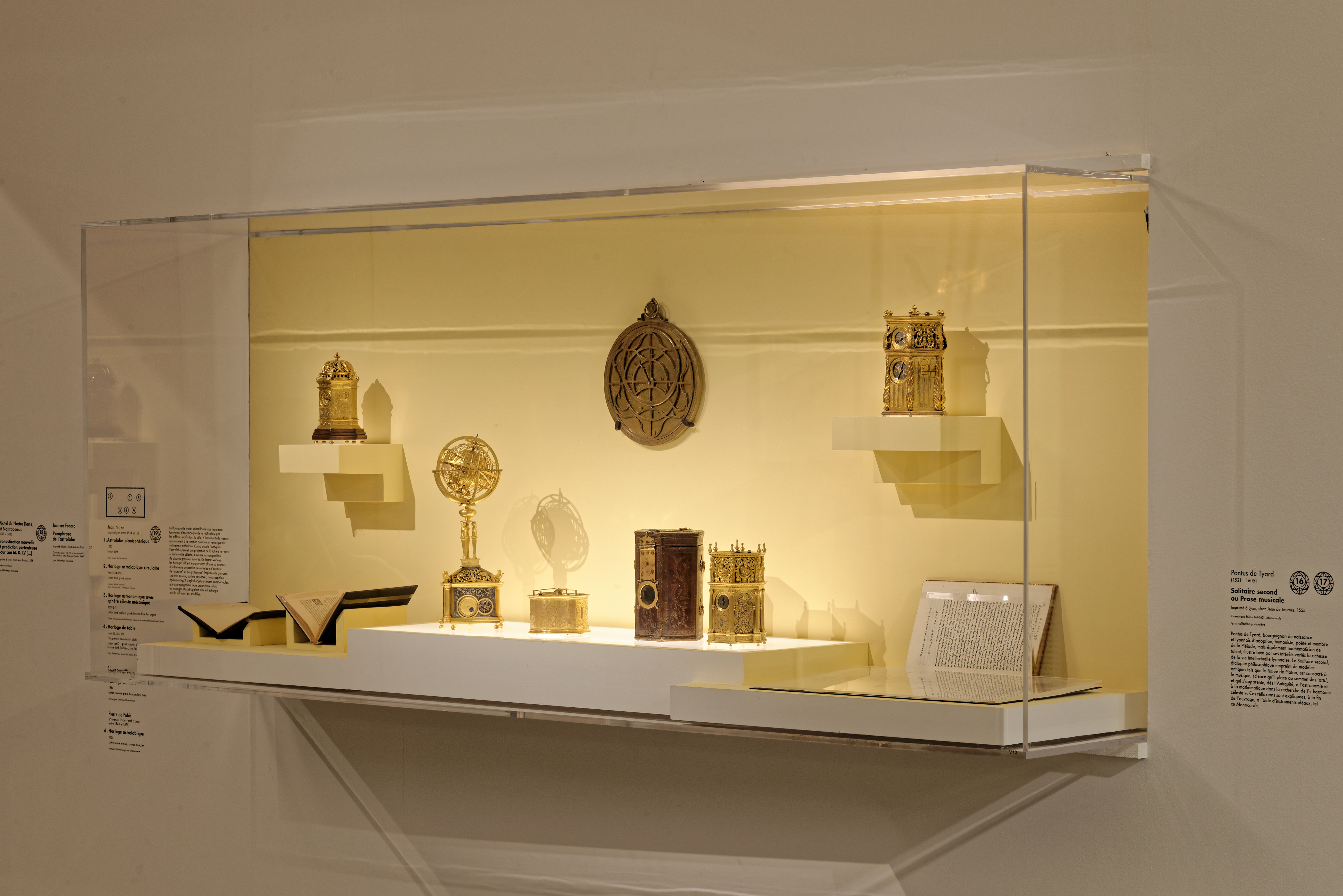
Vitrine consacrée aux instruments d'horlogeries et d'astronomie fabriqués à Lyon durant la renaissance.

Les guerres d'Italie mettent en contact les Français avec les humanistes italiens, tandis que l'imprimerie s'installe à Lyon et facilite le développement d'une culture qui redécouvre la civilisation antique au travers des rééditions de manuscrits antiques, des relevés d'inscriptions latines et des collections de monnaies anciennes. Le médecin Symphorien Champier publie des synthèses de la philosophie grecque, tandis que l'antiquaire lyonnais Guillaume du Choul fait découvrir la religion, l'organisation militaire et les thermes des anciens Romains.
L'intérêt pour l'antiquité s'intéresse aux origines de Lyon. Les revers monétaires antiques prouvent l'existence à Lugdunum d'un autel dédié à Rome et à Auguste, tandis que la table claudienne exhumée en 1528 permet de retracer le rôle de Lyon dans l'antiquité en tant que capitale des Gaules. À côté de ces premières découvertes archéologiques fleurissent des théories fantaisistes, comme, selon Champier, la fondation de Lugdunum par des philosophes grecs ou encore par Lugdus, roi des Gaules.

### Figures de Lyon
De nombreuses œuvres de Corneille de Lyon,, Étienne de Martellange et Jean Perréal, peintres des rois, sont présentées à l'exposition. L'exposition permet une « première confrontation » de 18 œuvres de Corneille de Lyon.

#### Œuvres de Corneille de Lyon exposées

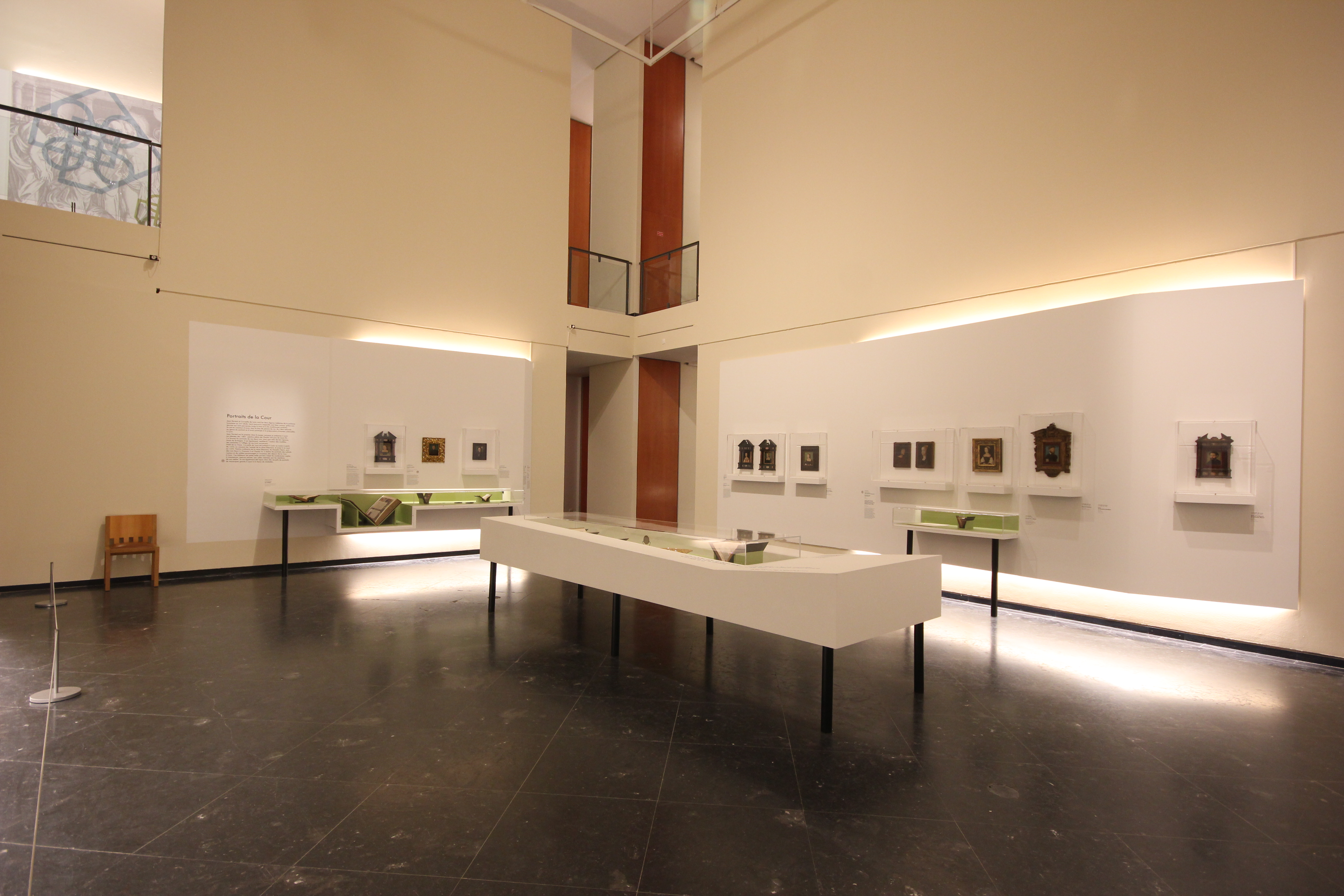
Panneaux consacrés aux œuvres de Corneille de Lyon.

- Pierre Aymeric, 1533, DdG no 1, huile sur bois, 16,5 × 14 cm, Paris, musée du Louvre, RF 1976-15
- Catherine de Médicis, vers 1540, huile sur bois, 16 x 13 cm, Versailles, Musée National des châteaux de Versailles et de Trianon, inv. MV 3182
- Homme au béret noir tenant une paire de gants, 1535, huile sur bois, 24,1 x 18,5 cm, Lyon, musée des Beaux-Arts
- Portrait d'un jeune homme, huile sur bois, 19 x 15 cm, Anvers, musée royal des Beaux-Arts, inv. 546
- Portrait d'un jeune homme en demi-buste, huile sur bois, 20,6 x 16,3 cm, Vienne, Kunsthistorisches Museum, inv. GG-896
- Portrait d'un homme de face, le visage en léger profil gauche, huile sur bois, 21,5 x 18,5 cm, Gênes, Musei di Strada Nuova - Palazzo Bianco, inv. P.B. 213
- Homme au gant et au col de fourrure, 1535, huile sur bois, 23 x 19 cm, Vienne, Kunsthistorisches Museum, inv. 908
- Portrait présumé de Clément Marot, 1536, huile sur bois, 12 x 10 cm, Paris, musée du Louvre, département des peintures, RF 1949-12
- Inconnu avec des gants, huile sur bois, 21,3 x 16,5 cm, New-York, The Metropolitan Museum of Art, Theodore M. Davis Collection
- Portrait d'un homme, huile sur bois, 15,2 x 14,6 cm, Bristol, The Bristol Museums Art Gallery, inv. K1656
- Portrait d'une femme, huile sur bois, 20 x 16,5 cm, Lyon, musée des Arts décoratifs, inv. MAD 3436
- Portrait d'un homme, vers 1533-1575, huile sur bois, 16,5 x 13,8 cm, Londres, The National Gallery, NG 2611
- Charles d'Angoulême, 1536, huile sur bois, 15,5 x 12,5 cm, Florence, Galleria degli Uffizi, inv. 18900 n°1003
- Beatrix Pacheco, comtesse d'Entremont, huile sur bois, 21,7 x 15,1 cm, Versailles, musée national des châteaux de Versailles et de Trianon, inv. MV 3172
- Le Dauphin Henri, 1536-1537, huile sur bois, 16,4 x 13,9 cm, Modène, Galleria Estense, inv.312
- Anne de Pisseleu, duchesse d'Étampes, vers 1535-1540, huile sur bois, 17,8 x 14,3 cm, New York, The Metropolitan Museum of Art, H.O. Havemeyer Collection
- Jean de Bourbon-Vendôme, comte de Soissons et d'Enghein, vers 1550, huile sur bois, 19 x 15,5 cm, Paris, musée du Louvre, inv. RF357
- Françoise de Longwy, femme de Philippe Chabot, huile sur bois, 16,5 x 13,7 cm, Versailles, Musée National des châteaux de Versailles et de Trianon, inv. MV 3144

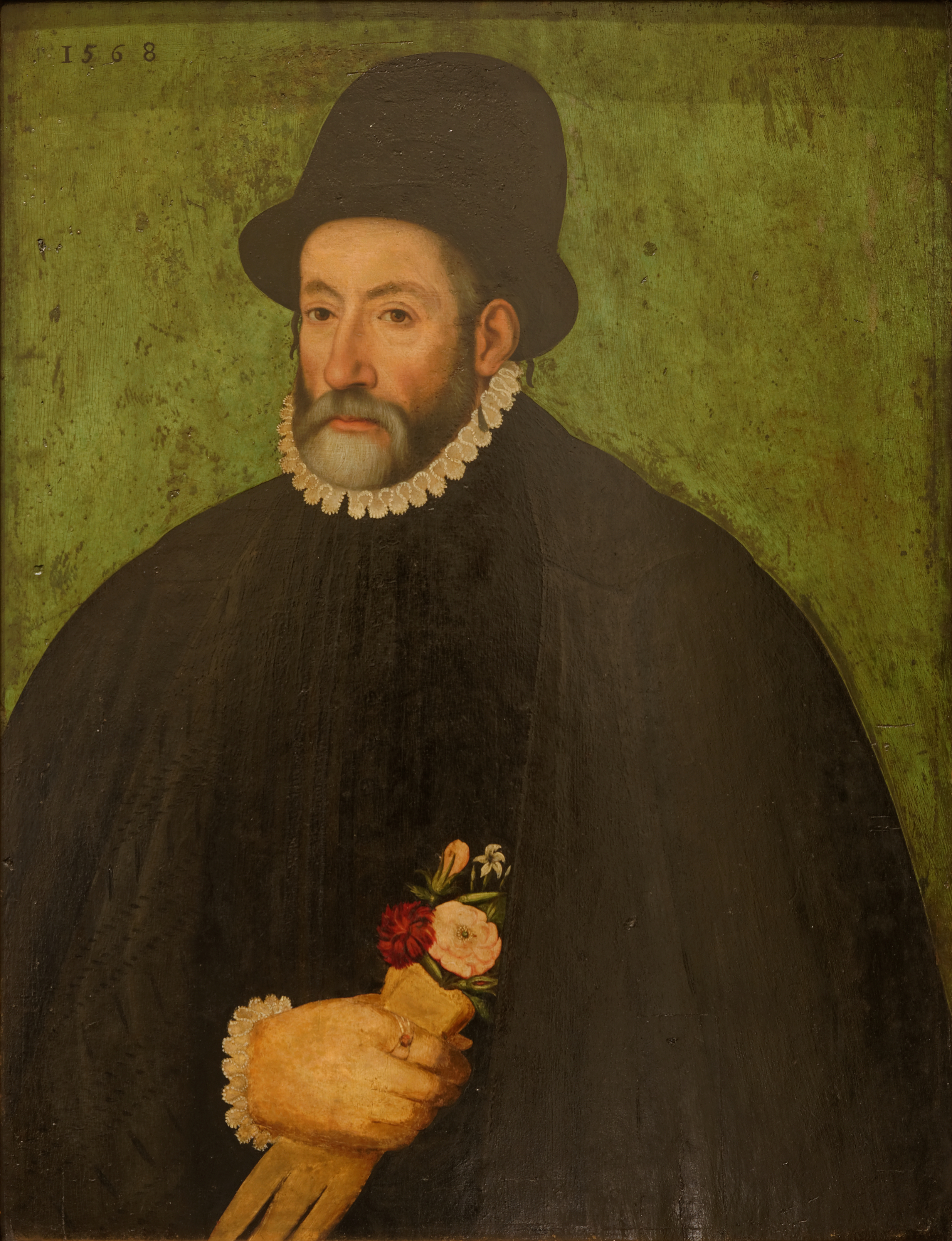
Portrait d’échevin, Étienne de Martellange
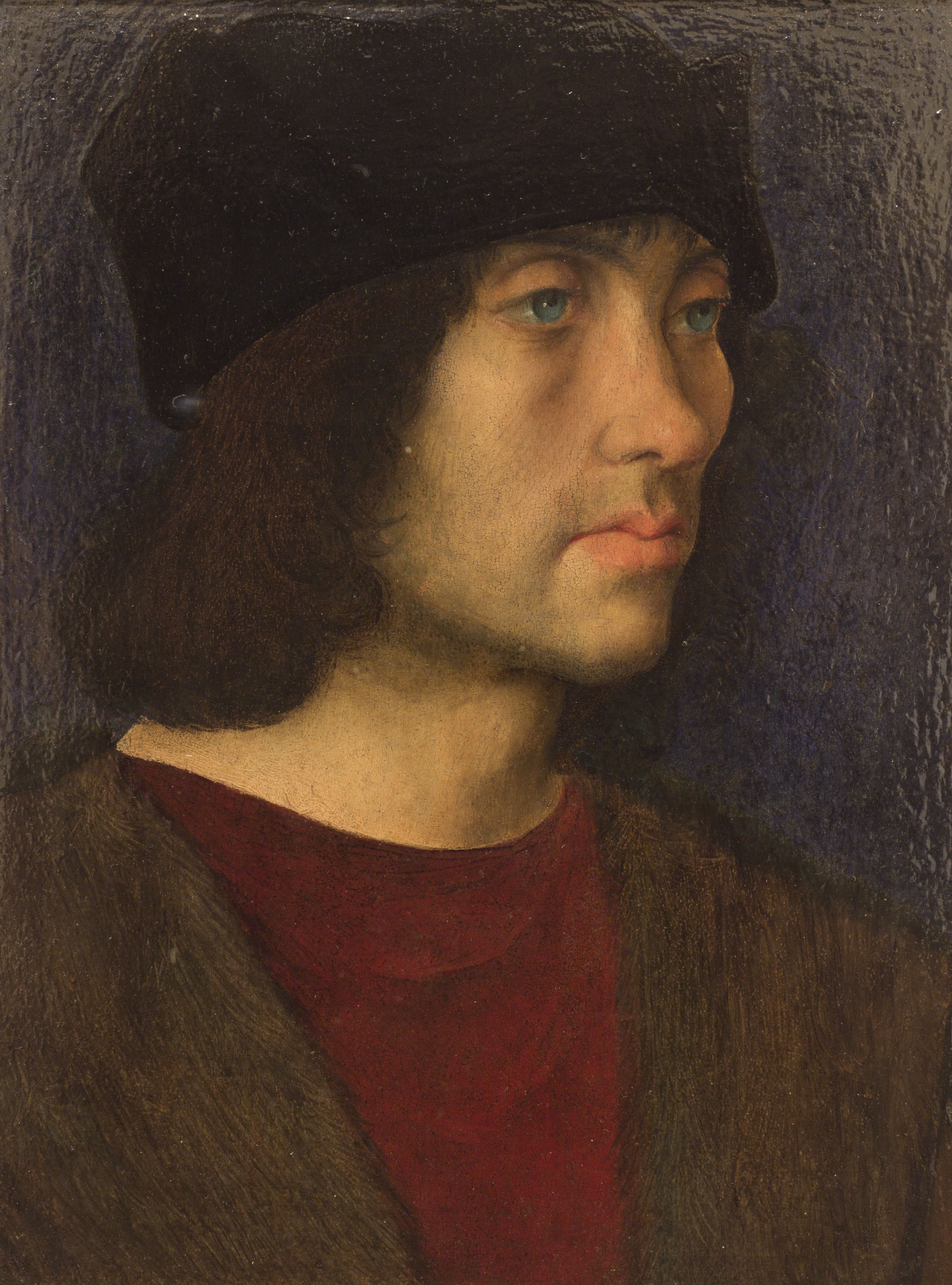
Portrait d'homme, Jean Perréal (huile sur bois, 1493)
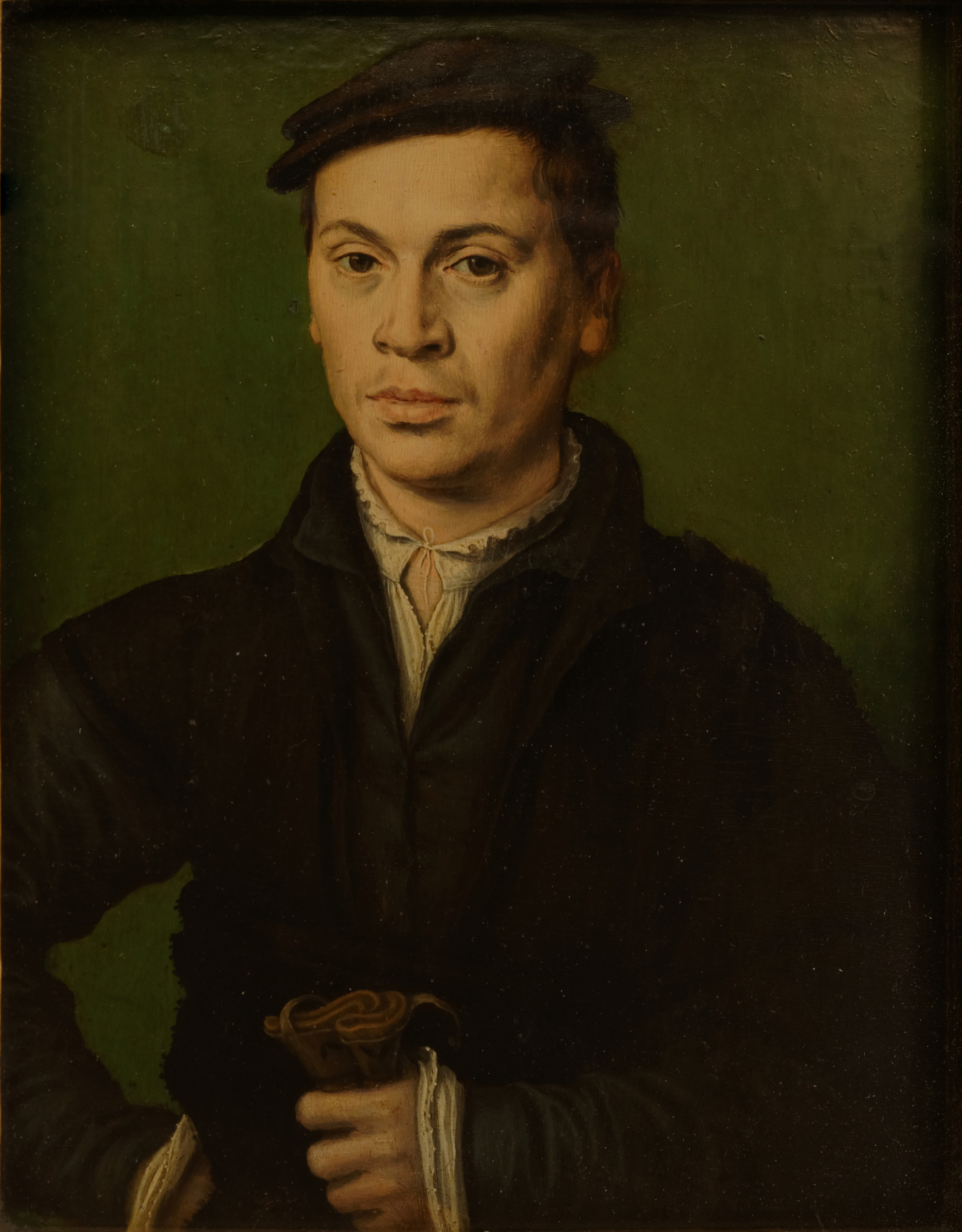
Homme au béret noir tenant une paire de gants, Corneille de Lyon

### Influences italiennes

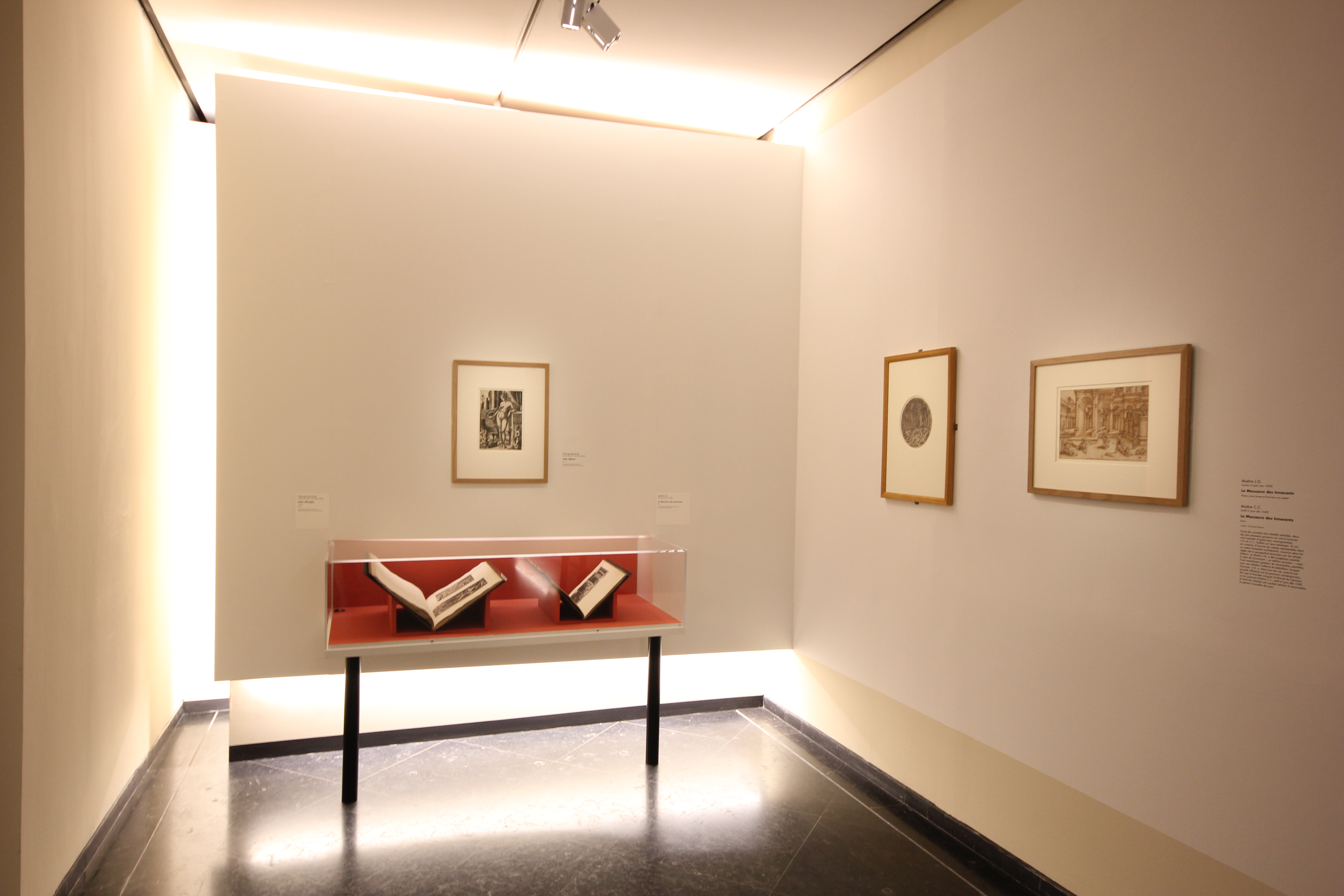
Salle de l'exposition dédiée aux estampes.

De nombreux marchands et banquiers italiens s'installent à Lyon à cette époque. Des peintres italiens, comme Francesco Salviati viennent réaliser des œuvres à Lyon dans ce contexte. le cardinal François de Tournon s'installe à Lyon et attire de nombreux artistes italiens comme Giovanni Capassini et aurait introduit la majolique à Lyon. De nombreux artistes apportent l'influence italienne, notamment à la suite d'un séjour à Rome.

### Influences nordiques
Lyon devient un lieu de passage obligé pour de nombreux artistes en transit, comme en témoignent les dessins de l'Anonyme Fabriczy, en chemin vers Rome. Les travaux d'Albrecht Dürer y circulent et inspirent de jeunes artistes. Les gravures d'artistes flamands tels Pieter Brueghel ou d'artistes allemands comme Hans Holbein influencent les artistes locaux.

### Des artistes attirés à Lyon par l'imprimerie
De nombreux artistes tels que Pierre Woeiriot, François Briot, Jean Duvet ou Hugues Sambin viennent à Lyon pour la réputation de son imprimerie .

### La diffusion des modèles lyonnais en Europe
L'exposition accorde une large place à l'influence de Bernard Salomon dont les modèles ont été largement repris et copiés en Europe et jusque dans le Nouveau Monde.

### Catalogue d'exposition
- Ludmila Virassamynaïken, Lyon Renaissance : Arts et humanisme, Paris, Musée des Beaux-Arts de Lyon - Somogy, 2015, 360 p. (ISBN 978-2-7572-0991-2) [PDF] Lire en ligne

### Articles sur l'exposition
- Isabelle Brione, « Corneille fait enfin son entrée au musée des Beaux-Arts de Lyon », Le Progrès, Lyon,‎ 23 octobre 2015
- Fabien Paquet, « Renaissances lyonnaises », L'Histoire,‎ novembre 2015
- Eric Biétry-Rivière, « Lyon, une autre renaissance », Le Figaro,‎ 10 novembre 2015
- Bénévent Tosseri, « Lyon, carrefour des arts à la Renaissance », La Croix,‎ 9 novembre 2015
- Jean-Emmanuel Denave, « Lyon, une ville branchée au XVIe siècle », Le Petit Bulletin,‎ 9 novembre 2015
- Sophie Cachon, « Lyon, Renaissance, Arts et Humanisme », Télérama, no 2773,‎ 9 janvier 2016, p. 66